# Felix Horetzky
Felix Horetzky est un guitariste et compositeur polonais, né le 1er janvier 1796 à Horyszów Ruski en Pologne, décédé le 6 octobre 1870 à Édimbourg.

## Biographie
Avant 1831 Felix Horetzky est allé à Vienne pour étudier avec Mauro Giuliani. Il a enseigné la guitare à l'archiduchesse de la famille impériale d'Autriche.
Felix Horetzky fait partie des plus grands virtuoses de la guitare en Pologne au XIXe siècle avec Marek Sokołowski, Stanislaw Szczepanowski, et Jan Nepomucen Bobrowicz (ou Bobrowitz).

## Œuvres
- Op. 1 Polonaise nationale : pour deux guitares
- Op. 2 Variations brillantes sur un thème du ballet Nina : pour deux guitares
- Op. 9 Variations brillantes : pour la guitare ou deux guitares
- Op. 10 Valses brillantes
- Op. 11 Rondo
- Op. 12 Serenade pour la guitare
- Op. 13 VI Landler
- Op. 14 Fantaisie pour la guitare seule
- Op. 15 Exercise
- Op. 16 Grandes variations
- Op. 17 Divertissements
- Op. 18 Amusemens
- Op. 18 Andantino 3
- Op. 20 Grand variations,
- Op. 21 Preludes, cadences, et modulations
- Op. 23 12 divertimentos
- Op. 26 12 Divertissements Faciles
- Op. 32 Introduction et Variations sur De Pinna
- Op. 33 Instructive lessons for the Spanish guitar,
- Op. 37 Grand Solo
- Op. 40 Fantasia for the Guitar Composed & dedicated to the Countets of Kintore